# Poplat (Stolac)
Pour les articles homonymes, voir Poplat.
Poplat (en serbe cyrillique : Поплат) est un village de Bosnie-Herzégovine.  Il est situé dans la municipalité de Berkovići et dans la république serbe de Bosnie. Selon les résultats préliminaires du recensement de 2013, le village 147 habitant.

## Géographie
Le village est situé en Herzégovine, dans la partie sud-ouest de la municipalité Berkovići.

## Démographie

### Évolution historique de la population dans la localité
| 1948 | 1953 | 1961 | 1971 | 1981 | 1991 | 2013 |
| ---- | ---- | ---- | ---- | ---- | ---- | ---- |
| 627  | 530  | 479  | 459  | 535  | 457  | 147  |

|  |